# پیتستون
پیتستون (به انگلیسی: Pitstone) یک روستا و محله مدنی در بریتانیا است که در الزبری ول واقع شده‌است. پیتستون ۶٫۶۵ کیلومتر مربع مساحت و ۲٬۹۵۲ نفر جمعیت دارد.
پیتستون. [ تُن ْ ] (اِخ )   نام قصبه ای است در امریکای شمالی درایالت لوزرنه از جمهوری پنسیلوانیا، واقع در 148هزارگزی شمال شرقی هارلسبورگ کنار نهر سوسکهانه ٔ شرقی ، این قصبه پلهای متعدد، کوچه های مستقیم و وسیع و معدن زغال سنگ و کارخانجات اسلحه ٔ گرم ، کاغذسازی ، آبجوسازی ، منسوجات نخی ، ظروف چینی و آجرسازی دارد، و حوالی آن دارای مناظر بسیار زیباست. (قاموس الاعلام ترکی ).